# Frank Abbandando
Franck Abbandando (11 juillet 1910 — 19 février 1942) est un mafieux américain membre de la Yiddish Connection.

## Biographie
Abbandando était l'un des douze enfants de Lorenzo Abbondandolo et Rosaria Famighetti. Sur sa pierre tombale, son nom de famille a été inscrit comme «Abbundando". La famille de Abbandando a immigré d'Avellino en Italie à New York. Adolescent, Abbandando extorquait de l'argent à des propriétaires de magasins en menaçant d'incendier leurs boutiques.
Dans la vingtaine, Abbandando rejoint un gang de rue à Brooklyn. Il était le lieutenant de Harry Maione "Happy". Abbandando organisait les jeux, les prêts usuraires et l'extorsion pour le gang ainsi que les meurtres. En 1928, Abbandando a été reconnu coupable d'avoir battu un officier de police de la ville de New York et a été envoyé à l'école de réforme à Elmira, New York, où il a démontré des compétences au baseball et a reçu le surnom de «Dasher».
Abbandando était un fin connaisseur de beaux vêtements et de voitures de luxe.
Au début des années 1930, les familles du crime de la Cosa Nostra à New York, connu sous le nom des Cinq Familles, ont commencé à utiliser les gangs de rue pour commettre leurs meurtres. Ayant récemment réglé la Guerre Castellammarese et réorganisé dans une nouvelle structure. En utilisant des tueurs à gages juifs, les familles ont été mieux protégés contre un examen public et l'application de la loi. Le chef de gang que les mafiosi ont le plus utilisé était Lepke Buchalter. Comme l'entreprise de la Cosa Nostra a augmenté, le petit réseau informel de Buchalter de tueurs s'est transformé en un groupe de 250 criminels qui étaient impliqués dans le trafic de stupéfiants, le racket du travail, et d'autres raquettes. Buchalter appelé son groupe de Murder Incorporated. Contrairement aux cinq familles, qui ont exigé l'ascendance italienne de Sicile ou du Sud pour l'adhésion, la Murder Incorporated incluait les Juifs, les Italiens et les membres d'autres groupes ethniques.
À un stade précoce, Abbandando rejoint la Murder Incorporated. Au cours des années 1920 et 30, Abbandando était réputé pour avoir tué une trentaine de personnes, principalement dans Brooklyn. D'habitude, il recevait environ 500 $ par meurtre. En septembre 1931, Abbandando aurait aidé Buchalter et le membre de gang Abe Reles à éliminer le gang Shapiro, rivaux du Lower East Side de Manhattan, qui tentaient de prendre le contrôle de certains de leurs rackets. En 1937, Abbandando aide à assassiner George Rudnick, un usurier à Brooklyn. Reles avaient ordonné d'assassiner Rudnick parce qu'il avait reçu des informations selon lesquelles Rudnick était un informateur de la police. Ils ont utilisé un pic à glace et un couperet à viande, Abbandando et plusieurs autres membres du gang ont étranglé Rudnick, l'ont poignardé 63 fois, et écrasé sa tête à l'intérieur d'un garage. Personne ne fut arrêté pour ce crime.
Au début des années 1940, la Murder Incorporated a été frappé par une série de poursuites couronnées de succès qui ont éliminé son leadership et plusieurs de ses principaux tueurs à gages. Reles est devenu un témoin du gouvernement et a commencé à impliquer ses compagnons du gang. En mai 1940, sur la base des informations de Reles, Abbandando a été inculpé pour l'assassinat de Rudnik en 1937. À un moment donné pendant le procès, alors qu'Abbandando était à la barre des témoins, il a chuchoté une menace à l'oreille du juge. Tout au long du procès, Abbandando était confiant dans le fait que ses alliés allaient réussir à corriger le verdict. À sa grande surprise, Abbandando a été reconnu coupable d'assassinat. Le verdict a été confirmé en appel et Abbandando a été jugé une seconde fois en 1941. Le 3 avril 1941, Abbandando a été reconnu coupable d'assassinat au premier degré et condamné à mort.
Vers minuit, le 19 février 1942, Frank Abbandando a été exécuté sur la chaise électrique dans la prison de Sing Sing à Ossining, New York.